# Hot Fun in the Summertime
Clip vidéo
[vidéo] « Hot Fun in the Summertime (audio) », sur YouTube
Hot Fun in the Summertime est une chanson du groupe américain Sly and the Family Stone. Le groupe l'a sortie en single en août 1969, juste avant de jouer au festival de Woodstock qui a considérablement élargi son auditoire.
La chanson a atteint la 2e place sur le Hot 100 du magazine américain Billboard et la 3e dans le hit-parade soul de Billboard.

## Accolades
La chanson Hot Fun in the Summertime est classée à la 250e place sur la liste des « 500 plus grandes chansons de tous les temps » selon le magazine musical Rolling Stone.

## Reprises
La chanson a été reprise par les Beach Boys sur leur album Summer in Paradise, sorti en 1992. Leur version est également sortie en single et a atteint la 17e place dans le hit-parade Adult Contemporary de Billboard.

## Dans la culture populaire
On peut entendre la chanson dans le film My Girl (1991).